# Aphelogaster thomsoni
Aphelogaster thomsoni là một loài bọ cánh cứng trong họ Cerambycidae.